# Acrotritia lentula
Acrotritia lentula är en kvalsterart som först beskrevs av Koch 1841.  Acrotritia lentula ingår i släktet Acrotritia och familjen Euphthiracaridae. Inga underarter finns listade i Catalogue of Life.